# Kongefilm diverse 1955
|  | Denne artikel er oprettet af botten PalnaBot ud fra en ekstern database. Den kan derfor have sproglige fejl eller mangler. Denne skabelon kan fjernes efter kontrol af indholdet. |

Kongefilm diverse 1955 er en film med ukendt instruktør.

## Handling
INDHOLD: 00:02:00 - Sønderborg. Kongebesøg. 00:03:15 Åbningen af danske hus i Paris den 24. april 1955. 00:05:25 Tekst: "4. maj-børnene på Amalienborg". 00:06:53. Skilt: "Mindelunden, 5. maj 1955". 00:07:13. Skilt: "Udstillingen H 55". Arne Jacobsens udstilling. Slut ved 00:09.36.